# Provincia di Buenos Aires
La provincia di Buenos Aires (Provincia de Buenos Aires in spagnolo) è la più popolosa e la più estesa delle province dell'Argentina. Situata nella parte orientale del Paese, si affaccia sull'Oceano Atlantico nel suo settore epicontinentale chiamato Mar Argentino.
La provincia deve il suo nome alla capitale nazionale Buenos Aires che ne fece parte fino al 1880, anno in cui divenne un distretto federale a sé stante e fu distaccata dalla provincia, la quale mantenne comunque la denominazione precedente; come nuovo capoluogo provinciale fu fondata, circa 60 km a sud-est di Buenos Aires, la città di La Plata. Altri centri importanti sono Avellaneda, Mar del Plata e Lanús.

## Geografia fisica
Confina a ovest con le province di Córdoba e La Pampa, a sud con la provincia di Río Negro a nord con quelle di Entre Ríos e Santa Fe e al nordest con l'Uruguay attraverso il grande fiume chiamato Río de la Plata.
Il territorio è prevalentemente pianeggiante (pampa) ma è attraversato da due catene montuose, la Sierra de la Ventana e la Sierra de Tandil (circa 600 m s.l.m.). Il punto più elevato della provincia è il Cerro Tres Picos (1239 m s.l.m.) il fiume più lungo è invece il fiume Salado del Sur (Template:M700).
All'estremità settentrionale il Delta del Paraná aveva palme della specie chiamata pindó, sulle rive del Río de la Plata e nonostante le latitudini temperate aveva anche flora subtropicale fiorente quasi eliminata, ancora nel XIX secolo, per esempio dove si trova la giungla marginale di Punta Lara.
Il clima è mite e influenzato dall'Oceano, estati calde e inverni temperati, l'umidità è elevata e le precipitazioni sono abbondanti e distribuite nell'arco dell'anno. Le regioni occidentali e sud-occidentali hanno un clima più secco.

## Popolazione
La popolazione è di 15 594 428 abitanti (censimento del 2010). Nel Gran Buenos Aires abitano 9 910 282 persone e nell'interno della provincia 5 684 146 abitanti.
La grande maggioranza della popolazione è bianca, discendente di gauchos, italiani, spagnoli, tutti molto mischiati tra sé e in minore misura di francesi e tedeschi del Volga e ancora in molto minor misura discendenti delle popolazioni amerindie degli het, originari della regione, e dei mapuche, provenienti dal Cile; è stato anche importante il sedimento immigratorio di baschi "francesi", irlandesi, greci, capoverdiani, armeni, ucraini, giapponesi, polacchi, russi, frisoni etc. tutti approdati ancora almeno dal XIX secolo.
Dagli anni 1990 (coi governi peronisti di Carlos Saúl Menem e Cristina Fernández de Kirchner) nei sobborghi sono proliferate le villas (baraccopoli) o villas miserias che circondano la città di Buenos Aires e la capitale provinciale.
Le città più importanti del Gran Buenos Aires sono:
1. Avellaneda
2. Morón
3. Quilmes
4. San Justo
5. San Martin
6. San Isidro

Altre città importanti, all'interno della provincia sono:
1. La Plata (Gran La Plata: 694 253 abitanti), capoluogo provinciale
2. Mar del Plata (Gran Mar del Plata: 541 733), centro turistico costiero
3. Bahía Blanca (Gran Bahía Blanca: 274 509)
4. San Nicolás de los Arroyos (125 408)
5. Tandil (101 010)
6. Zárate (86 686)
7. Pergamino (85 487)
8. Mayor Buratovich

## Economia

### Agricoltura
Nella provincia si coltivano il grano, il mais, il girasole, la soia e l'uva utilizzata per la produzione di vino di qualità nella città di Médanos.

## Cultura
Nella provincia hanno sede, fra le altre, la rinomata Università Nazionale di La Plata, dopo l'Università Nazionale di General Sarmiento, l'Università Nazionale di La Matanza, l'universidad Nacional de Hurlingham e l'Università Nazionale di San Martin.

## Galleria d'immagini

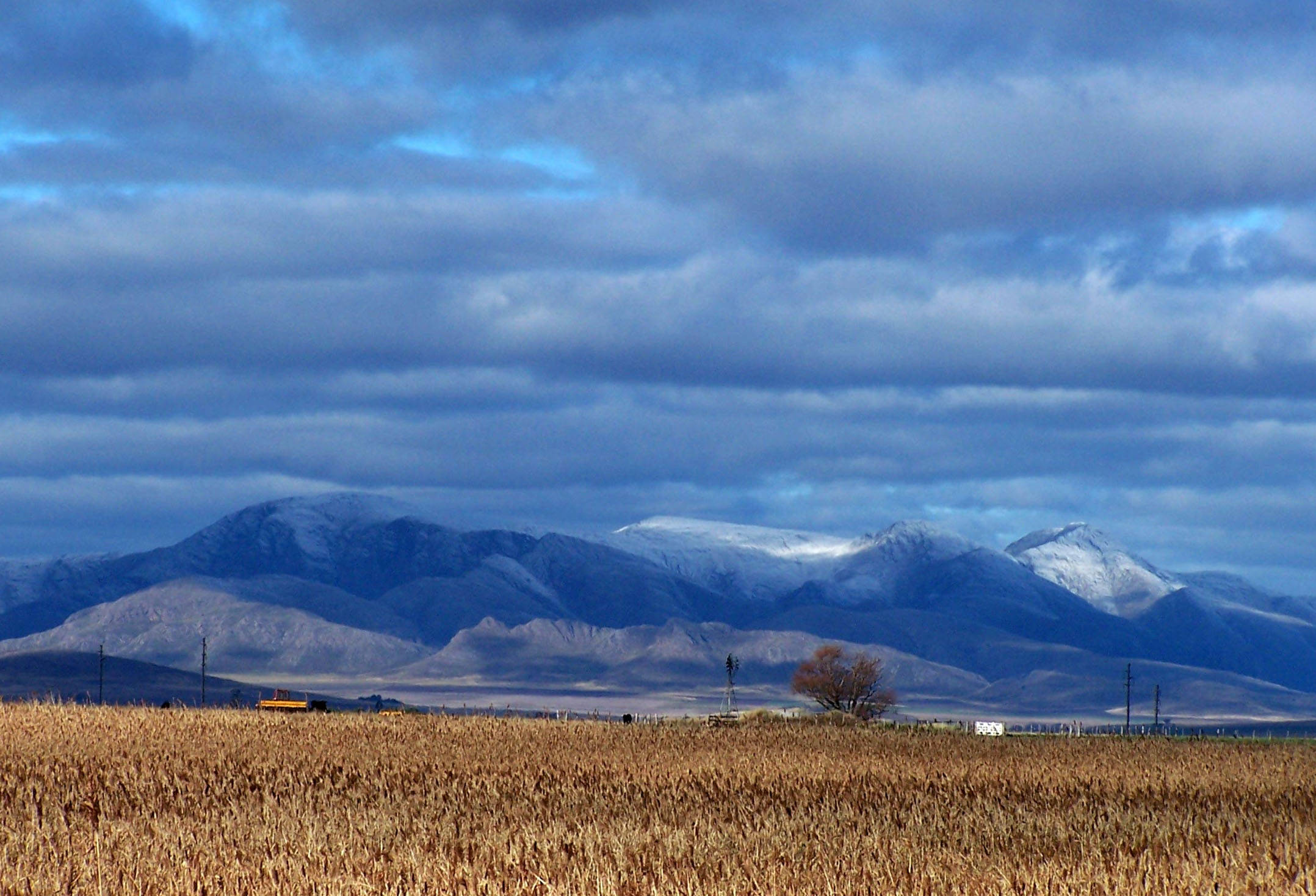
Catena di montagne della Sierra de la Ventana
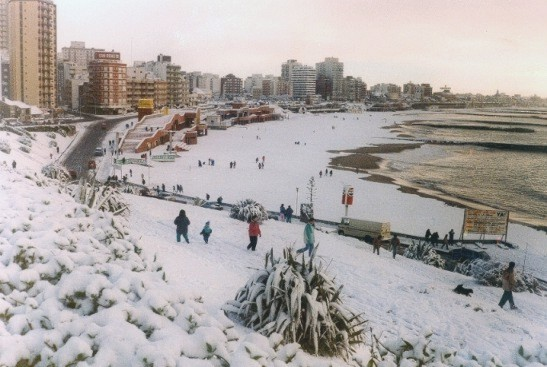
Neve sulla spiaggia La Perla, Mar del Plata (1991)
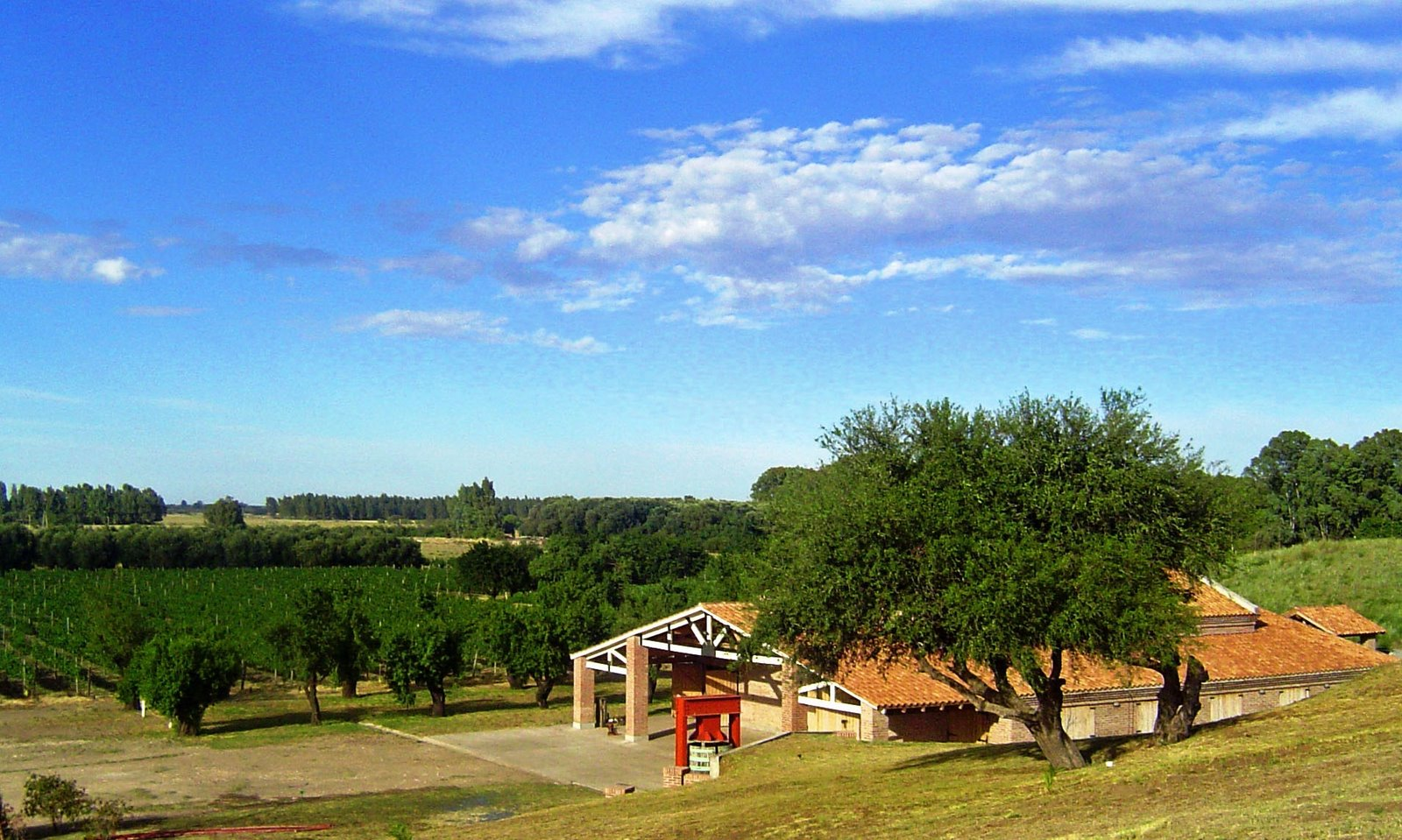
Cantina e vigneti a Médanos, situato nella punta meridionale della provincia di Buenos Aires, 40 km da Bahía Blanca

## Partidos

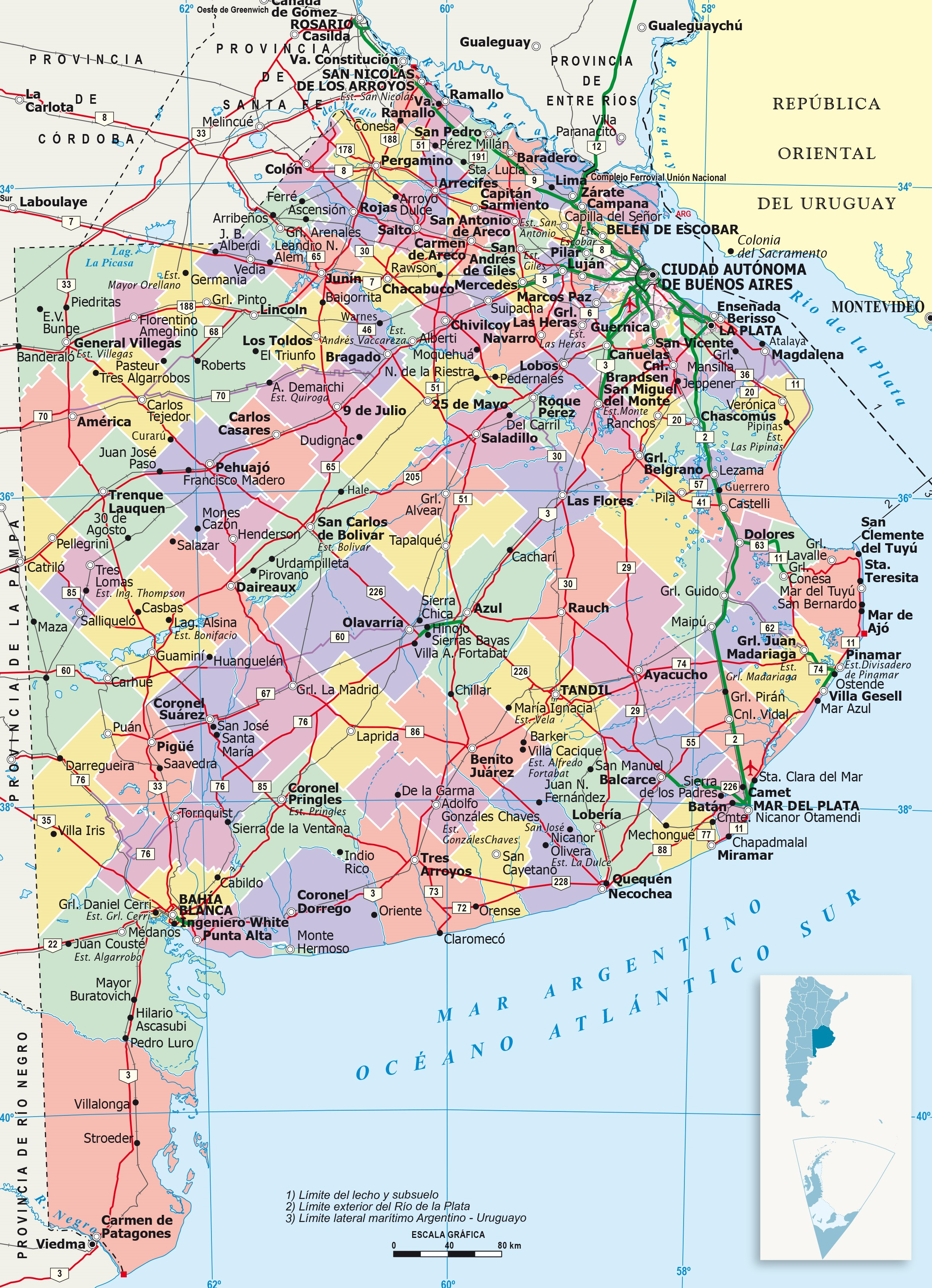
Divisione della provincia e capoluogo (in rosso)

La provincia è divisa in 134 "partidos", l'analogo dei dipartimenti esistenti nelle altre province: e ad ogni partido corrisponde un unico comune (municipio in spagnolo). In ogni partido vi sono diverse località: una di queste è sede del governo comunale (cabecera in spagnolo) e normalmente (eccetto 25 casi) ha lo stesso nome del partido.
1. Adolfo Alsina (Carhué)
2. Adolfo Gonzales Chaves (Adolfo Gonzales Chaves)
3. Alberti (Alberti)
4. Almirante Brown (Adrogué)
5. Arrecifes (Arrecifes)
6. Avellaneda (Avellaneda)
7. Ayacucho (Ayacucho)
8. Azul (Azul)
9. Bahía Blanca (Bahía Blanca)
10. Balcarce (Balcarce)
11. Baradero (Baradero)
12. Benito Juárez (Benito Juárez)
13. Berazategui (Berazategui)
14. Berisso (Berisso)
15. Bolívar (San Carlos de Bolívar)
16. Bragado (Bragado)
17. Brandsen (Coronel Brandsen)
18. Campana (Campana)
19. Cañuelas (Cañuelas)
20. Capitán Sarmiento (Capitán Sarmiento)
21. Carlos Casares (Carlos Casares)
22. Carlos Tejedor (Carlos Tejedor)
23. Carmen de Areco (Carmen de Areco)
24. Castelli (Castelli)
25. Chacabuco (Chacabuco)
26. Chascomús (Chascomús)
27. Chivilcoy (Chivilcoy)
28. Colón (Colón)
29. Coronel de Marina Leonardo Rosales (Punta Alta)
30. Coronel Dorrego (Coronel Dorrego)
31. Coronel Pringles (Coronel Pringles)
32. Coronel Suárez (Coronel Suárez)
33. Daireaux (Daireaux)
34. Dolores (Dolores)
35. Ensenada (Ensenada)
36. Escobar (Belén de Escobar)
37. Esteban Echeverría (Monte Grande)
38. Exaltación de la Cruz (Capilla del Señor)
39. Ezeiza (Ezeiza)
40. Florencio Varela (Florencio Varela)
41. Florentino Ameghino (Florentino Ameghino)
42. General Alvarado (Miramar)
43. General Alvear (General Alvear)
44. General Arenales (General Arenales)
45. General Belgrano (General Belgrano)
46. General Guido (General Guido)
47. General Madariaga (General Juan Madariaga)
48. General La Madrid (General La Madrid)
49. General Las Heras (General Las Heras)
50. General Lavalle (General Lavalle)
51. General Paz (Ranchos)
52. General Pinto (General Pinto)
53. General Pueyrredón (Mar del Plata)
54. General Rodríguez (General Rodríguez)
55. General San Martín (General San Martín)
56. General Viamonte (General Viamonte)
57. General Villegas (General Villegas)
58. Guaminí (Guaminí)
59. Hipólito Yrigoyen (Henderson)
60. Hurlingham (Hurlingham)
61. Ituzaingo (Ituzaingo)
62. José C. Paz (José C. Paz)
63. Junín (Junín)
64. La Costa (Mar del Tuyú)
65. La Matanza (San Justo)
66. La Plata (La Plata)
67. Lanús (Lanús)
68. Laprida (Laprida)
69. Las Flores (Las Flores)
70. Leandro N. Alem (Vedia)
71. Lincoln (Lincoln)
72. Lobería (Lobería)
73. Lobos (Lobos)
74. Lomas de Zamora (Lomas de Zamora)
75. Luján (Luján)
76. Magdalena (Magdalena)
77. Maipú (Maipú)
78. Malvinas Argentinas (Los Polvorines)
79. Mar Chiquita (Coronel Vidal)
80. Marcos Paz (Marcos Paz)
81. Mercedes (Mercedes)
82. Merlo (Merlo)
83. Monte (San Miguel del Monte)
84. Monte Hermoso (Monte Hermoso)
85. Moreno (Moreno)
86. Morón (Morón)
87. Navarro (Navarro)
88. Necochea (Necochea)
89. Nueve de Julio (Nueve de Julio)
90. Olavarría (Olavarría)
91. Patagones (Carmen de Patagones)
92. Pehuajó (Pehuajó)
93. Pellegrini (Pellegrini)
94. Pergamino (Pergamino)
95. Pila (Pila)
96. Pilar (Pilar)
97. Pinamar (Pinamar)
98. Presidente Perón (Guernica)
99. Puán (Puán)
100. Punta Indio (Verónica)
101. Quilmes (Quilmes)
102. Ramallo (Ramallo)
103. Rauch (Rauch)
104. Rivadavia (América)
105. Rojas (Rojas)
106. Roque Pérez (Roque Pérez)
107. Saavedra (Pigüé)
108. Saladillo (Saladillo)
109. Salto (Salto)
110. Salliqueló (Salliqueló)
111. San Andrés de Giles (San Andrés de Giles)
112. San Antonio de Areco (San Antonio de Areco)
113. San Cayetano (San Cayetano)
114. San Fernando (San Fernando)
115. San Isidro (San Isidro)
116. San Miguel (San Miguel)
117. San Nicolás (San Nicolás de los Arroyos)
118. San Pedro (San Pedro)
119. San Vicente (San Vicente)
120. Suipacha (Suipacha)
121. Tandil (Tandil)
122. Tapalqué (Tapalqué)
123. Tigre (Tigre)
124. Tordillo (General Conesa)
125. Tornquist (Tornquist)
126. Trenque Lauquen (Trenque Lauquen)
127. Tres Arroyos (Tres Arroyos)
128. Tres de Febrero (Caseros)
129. Tres Lomas (Tres Lomas)
130. Veinticinco de Mayo (Veinticinco de Mayo)
131. Vicente López (Olivos)
132. Villa Gesell (Villa Gesell)
133. Villarino (Médanos)
134. Zárate (Zárate)